# 王广华
王广华（1963年1月—），中华人民共和国政治人物，河南荥阳人。长期在中华人民共和国国土资源管理部门任职，曾任中华人民共和国自然资源部部长，现任第二十届中共中央委员。

## 生平
1979年到1983年就读于北京大学地理学系经济地理专业，1983年7月进入农牧渔业部土地管理局工作。1986年8月，任国家土地管理局土地利用规划司干部。1987年12月加入中国共产党。2008年12月，任国家土地督察武汉局局长；2014年9月，任国土资源部地籍管理司司长（不动产登记局局长）；2015年7月任国土资源部副部长兼任地籍管理司司长（不动产登记局局长）。2018年4月任改组后的自然资源部副部长。
2022年6月，升任自然资源部党组书记、部长。同年7月2日，兼任国家自然资源总督察。
2022年10月22日，当选为中国共产党第二十届中央委员会委员。
2024年12月10日，不再担任自然资源部党组书记，由时任国家林业和草原局局长关志鸥接任。同月25日，不再担任自然资源部部长职务。
2025年1月7日，不再担任国家自然资源总督察。3月，被增补为中國人民政治協商會議全國委員會民族和宗教委員會副主任。